# Office national des télécommunications
Pour les articles homonymes, voir ONT.
L'Office national des télécommunications, également dénommé ONT, est une ancienne entreprise publique ivoirienne responsable de l'ensemble des services de télécommunications sur le territoire de la Côte d'Ivoire. 
Établissement public à caractère industriel et commercial, placé sous la tutelle du Ministère des Postes et Télécommunications, elle est issue de la scission en 1984 de l'Office des postes et télécommunications en deux entités distinctes, dont l'Office national des postes responsable du courrier. L'entreprise est dissoute par décret en 1996, quelques années après la restructuration du secteur des télécommunications et l'ouverture de celui-ci aux capitaux privés. 